# Oè-oà/Gesù Cristo se nascesse ora
Oè-oà/Gesù Cristo se nascesse ora è un singolo di Oscar Prudente.

## Il disco
La copertina del disco è di Caesar Monti. Su Ciao 2001 i due brani del disco furono recensiti in maniera positiva, affermando tra le altre cose
 Nello stesso anno i due brani furono inseriti nell'album Un essere umano. Il disco ebbe alcune stampe estere pubblicate tutte l'anno successivo:
- Spagna: RCA S.A. Spain/RCA Victor, 3-10892[4]
- Francia: Disques Vogue, 45. NUV. 4243[5]
- Germania: Numero Uno, 50-16 353[6]

Nel 1982 Mogol scrisse un nuovo testo sulla musica di Oè-oà, con il titolo L'aeroplano; la canzone venne incisa in questa nuova veste da Gianni Morandi nell'album Morandi

## Tracce
LATO A
1. Oè-oà (testo: Mogol – musica: Oscar Prudente; edizioni musicali Universale)

LATO B
1. Gesù Cristo se nascesse ora (testo: Mogol – musica: Oscar Prudente, Claudio Fabi; edizioni musicali Universale)

## Formazione
- Oscar Prudente – voce, chitarra
- Paolo Bassi – basso
- Euro Cristiani – percussioni
- Umberto Tozzi – chitarra
- Reginaldo Ettore – percussioni
- Claudio Pascoli – sassofono soprano